# Angelome de Luxeuil
Angelome (Angelomus Lexoviensis, ✝ vers 855) est un moine de la Règle de saint Colomban de Luxeuil, et un exégète de la Bible. Sous le règne de Lothaire 1er, ce moine français du IXe siècle, a aussi exercé l’exégèse de deux autres œuvres marquantes du christianisme soit le livre des rois et le Cantique des cantiques. L’érudit a obtenu le rôle d’enseignant de l’école du Palais et a ainsi contribué à la compréhension et à la conservation des textes des pères et de l’histoire chrétienne.
Issu de la renaissance carolingienne de Charlemagne, c’est en respectant les fondements de cette dernière et en usant de son savoir qu'Angelome a marqué l’histoire de l’exégèse chrétienne.

## Éléments biographiques
Peu d’éléments sur la vie d’Angelome de Luxeuil sont disponibles aujourd’hui. En effet, les techniques carolingiennes de l’époque, portant sur la réutilisation des textes des prédécesseurs, lui ont souvent donné la fausse réputation de n’être qu’un accumulateur de textes et non un intellectuel important. Par ce fait, ses informations personnelles sont minimes. La date de naissance d’Angelome n’est pas spécifiée, mais les historiens supposent d’un accord commun que ce dernier est né vers la fin du XIIIe siècle ou vers le début de IXe siècle.

### Jeunesse

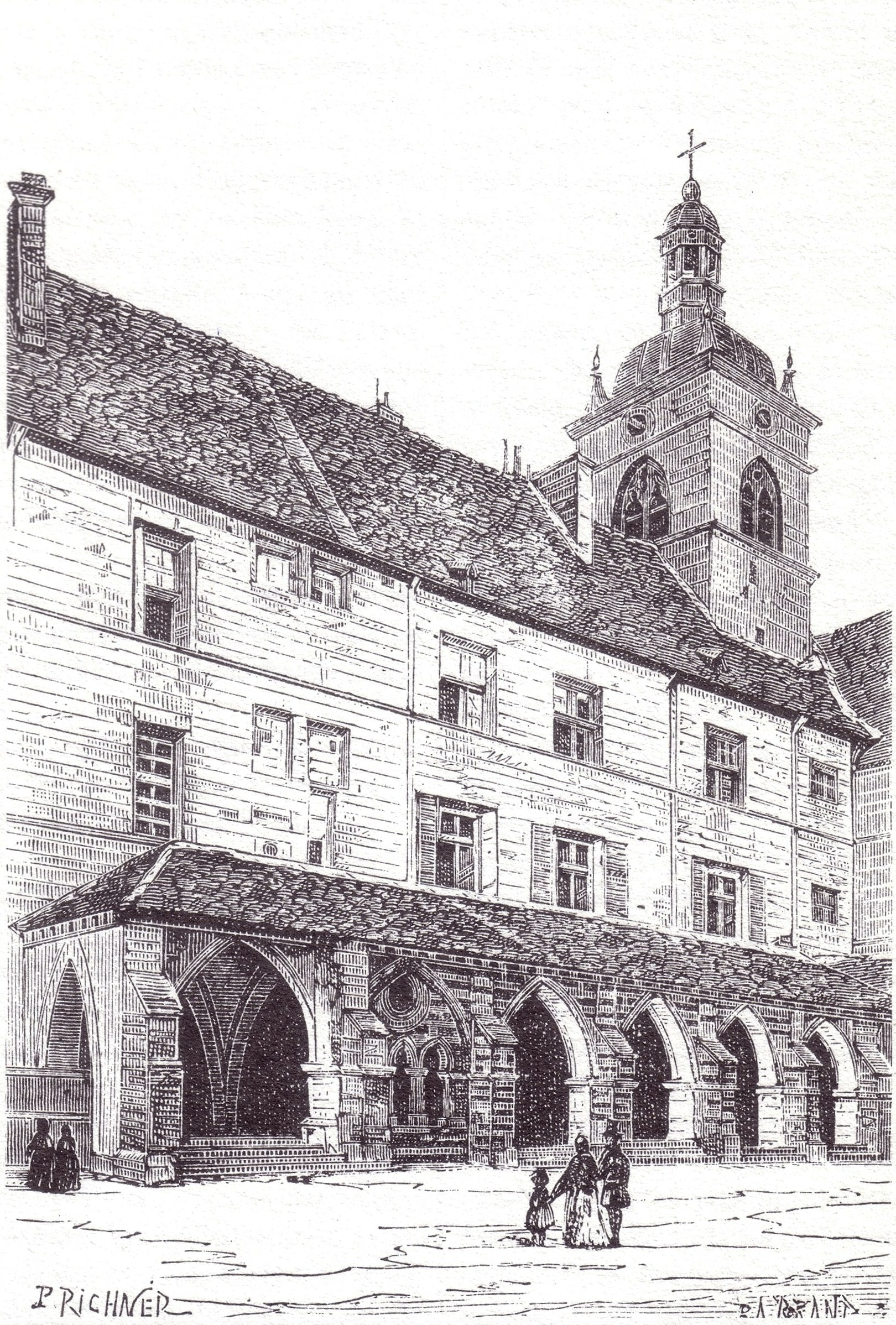
Cour de l'abbaye de Luxeuil.

Angélomus a passé son enfance à l’abbaye de Luxeuil. Il y est entré très jeune sous l’abbé Dadin. Ce monastère du nord de la France fut fondé à la fin du VIe siècle par saint Colombain, un moine irlandais reconnu. Ce lieu permettait d’accueillir à l’origine les moines devenus trop nombreux pour habiter le monastère d’Annegray. De plus, le site sur lequel est situé le monastère de Luxeuil comportait de l’eau qui avait des vertus thérapeutique. Cette abbaye a été au cours de son histoire très souvent favorisée par les papes et les rois. Malheureusement, un incendie en 1200 a fait des ravages et a détruit la majorité des textes et des archives qui y étaient conservés.
Angelome a reçu en premier lieu une éducation et une formation provenant du maître Mellinus, un exégète de l’époque d’une très grande réputation. Sous ce maître, il a appris les lettres, l’écriture sainte et étudié l'hébreu et le grec qui étaient des langues non étrangères à son égard. C’est sous ce maître qu’il a fait profession de vie monastique. Pour s’améliorer, il a même été jusqu’à l’école du palais de Metz. Là-bas, il a rencontré Amalaire, un ancien camarade à lui. C’est à ce moment qu’il a travaillé sur le sacrement du baptême dédié à Charlemagne. Après ses études, il a passé quelque temps à Aix-la-Chapelle en tant que maître d’exégèse. Il a donné à son tour des leçons aux futurs penseurs. En effet, grâce à la multitude de documents mis à sa disposition dans l’abbaye de Luxeuil et à son enseignement soigné, Angelome a rapidement obtenu la réputation d’érudit.

### Vie d’exégète
En 833, Drogon de Metz, l’oncle de Lothaire (roi des Francs), est devenu l’abbé de Luxeuil. Il rappelle Angelome pour que ce dernier dirige l’école du monastère de Luxeuil. Angelome est entré à son service et c’est à ce moment qu’il a réellement commencé son travail d’exégèse. En s’inspirant de ses prédécesseurs, le moine a élaboré en premier lieu un commentaire sur la Genèse qui était destiné à Léotric, un confrère de la même époque.
Deuxièmement, Angelome a corrigé, à la demande de l’archevêque Drogon, le Livre des rois en s’inspirant des trois sens de l’écriture mis de l’avant par Maur et Cantelli.
Sa troisième et dernière œuvre majeure consiste en la vérification et à l’exégèse du Cantique des Cantiques. Ce cantique d’amour fut remis à l’empereur à la suite de la mort de sa femme Ermengarde en 851. Les deux dernières œuvres ont été imprimées séparément en 850 à Cologne. Angelome est décédé cinq ans plus tard, en 854 à Luxeuil. Son tombeau somptueux en pierres, situé au nord de l’abbatiale, était élevé de terre à l’aide de petites colonnes sculptées. Cette élévation du tombeau et cette attention particulière apportée à sa sépulture démontre qu’Angelome était considéré par les gens de son époque comme un réel saint. Son tombeau a cependant été défait en 1793 lors de la Révolution française par un membre du conseil révolutionnaire de Luxeuil.

## Caractéristiques d'Angelome et des autres exégètes de l'époque
La période à laquelle Angelome a écrit est marquée par l’effet de la renaissance carolingienne. Les auteurs de cette époque portent davantage attention à la forme des textes rédigés et ils s’inspirent grandement des textes antécédents. L’enseignement se déroule selon la technique de groupe de travail de lecture : plusieurs élèves font ensemble la lecture d’un texte ancien et posent par la suite une question au maitre (ici Angelome, par exemple). Par la suite, le maître qui détient le savoir répond à la question et les élèves la notent. L’accent est mis sur la lecture et la méditation. Les penseurs traitent avec crainte des textes bibliques et prennent les messages laissés par les pères comme étant une culture léguée.
Angelome ne fait pas exception à la règle. La majorité de ses textes sont basés sur les idées des autres grands penseurs : Alcuin, saint Gregory, Bede etc. Tout comme les auteurs précédemment énumérés, Angélome met en l’avant l’idée d’obtenir une base solide de l’histoire et de la théologie. Il écrit d’ailleurs : « We have promised first to lay down the foundation of the history ». Par cela, il signifie la volonté partagée par ses pairs et mise en l’avant par les carolingiens de corriger en premier lieu les textes de pères puis, seulement ensuite, construire autour. La technique consiste donc à approcher les textes anciens avec respect mais de garder un regard critique pour corriger s’il le faut. Cette technique est aussi encouragée par saint Augustin et saint Jérôme qui suggèrent l’idée d’utiliser le savoir laïque à des fins religieuses. Selon eux, pour avoir une compréhension plus juste du monde qui nous entoure, il faut en premier lieu établir une base historique solide et claire. Seulement à partir de là, il est possible par la suite de développer une allégorie et comprendre le sens religieux des textes. Cette proposition est en lien avec les sept sens scripturaires qu’a définis Angelome dans sa théorie par laquelle il prétend que l’écriture peut s’expliquer selon sept aspects différents (historique, allégorique, mixte, trinitaire propre ou tropique, parabolique, adventiste et moral). Il a donné un exemple précis pour chaque sens énuméré, mais son œuvre sera cependant composée de seulement trois sens, sois le sens historique, allégorique et moral.13 Le sens historique permet de produire les actions, le sens allégorique permet de comprendre leurs significations ainsi que d’avoir la foi et le sens moral ordonne une vie honorable. Cette sélection des trois sens peut être reliée à l’ancienne division des sciences grecques qui était aussi basée selon trois catégories, naturelle, contemplative et morale. Selon Angelome, un même mot peut être lié à plusieurs sens simultanément. Cette façon d’attribuer plusieurs sens à un mot est l’un des aspects qui, selon Angelome, fait de la bible un livre aussi riche et sage.

## Œuvres et précisions
- Commentarius in Genesin (consulter)
- Enarrationes In Libros Regum (consulter, édition de 1565)
- Enarrationes In Cantica Canticorum (consulter)

### L'allégorie du« Chris and the Church » King Saul
« We shall try to expose the bright sacrament of Christ and the Church ». C’est avec cet énoncé qu’Angelome a annoncé son programme d’exégèse. Selon saint Hilary, le rôle principal de la Bible est d’annoncer dans des mots, de montrer dans des faits et de confirmer avec des exemples l’arrivée de Jésus-Christ. Les pères ont rempli leurs textes de figures comprenant « the Chris and the Church ». Angelome a, entre autres, comme tâche lorsqu’il fait l’exégèse de la Genèse de trouver la signification allégorique, voir mystique, de ces mots. Par exemple, dans le Contre Faustus le terme Church est utilisé pour désigner le peuple hébreu depuis sa création.
Une des réalisations majeures d’Angélome a été son commentaire concernant le roi Saul dans la Genèse. Saül est, selon la Bible, le premier roi d’Israël. C’est entre autres lui qui aurait entamé la sédentarisation des peuples. Saül aurait régné sur son peuple avec bienveillance et selon les principes bibliques. Selon les lectures qu’il a fait de Samuel 1:9, Angélome propose l’idée que Saul serait en réalité le Christ venu sur terre. Ce commentaire est basé sur l’idée précédemment évoquée mais aussi par le motif commun aux deux individus qui les a amenés à faire leurs réalisations. Saul aurait été envoyé par son père pour retrouver les ânes qu’il a perdu. Le moine a établi un parallèle entre cette histoire et l’histoire de Jésus qui a été envoyé par son père Dieu pour aller récupérer les hommes perdus, déroutés de la foi, et reconstituer le peuple d’Israël. Pour confirmer son hypothèse, Angelome a mis en évidence les écrits de Samuel (1S 9,24) qui décrit un banquet où il est en compagnie de Saül. Il raconte que le roi reçoit une épaule de viande, privilège généralement réservé aux prêtres hébreux. Cela vient selon lui prouver la proximité entre Saül et la religion et donc son image comme étant la représentation du Christ sur Terre.
Hrabanus Maurus (776-856), l’archevêque de Mayence, est lui aussi un érudit qui avait un peu avant Angélome émis l’idée que Saül était le Christ. Angélome est venu soutenir son argument avec ses commentaires et a défendu l’idée que cette pensée venait d’une lecture spirituelle et non littéraire, donc qui use d’allégories.

### Gospel passage
Si le commentaire d'Angelome à propos du roi Saül se concentre sur l’aspect de la compréhension religieuse et de l’allégorie, sa correction du Gospel Passage par Luc vise surtout la forme du texte. En effet, dans ce passage, Angelome a fait un lourd travail de correction de la ponctuation et d’orthographe. Sa tâche ne s’est cependant pas résumée qu’à cela puisqu’il a dû corriger des erreurs de transcriptions des scribes parfois plus ou moins talentueux des époques passées. Il a aussi enlevé les mots superflus qui encombraient le texte et ajouter les mots oubliés.

### Correctifs historiques
La réputation d'Angélome comme penseur peu créatif et conservateur est discutable. Bien que l’auteur traite toujours avec prudence des textes anciens, on le voit trancher sans hésitation sur des questions historiques et même argumenter et trouver des solutions sur des énigmes présentes dans les textes. C’est entre autres le cas pour la question de l’âge à laquelle Thara a mis au monde Abraham où il n’hésite pas à émettre une opinion. Sa vision se manifeste aussi à propos des motifs qui ont poussé Lot dans la genèse à choisir la plaine de Jourdain comme territoire.

## Qualité de son œuvre et apports actuels
On voit dans l’ensemble du travail d’Angelome, le désir de présenter un commentaire exhaustif de toutes les connaissances acquises à cette époque. Il fait le recensement de pensées de ces prédécesseurs et les traite avec respect. Il se démarque par une utilisation de sources exactes et une notation stricte de ces dernières. Ses commentaires personnels sont tranchants et originaux. Ces derniers traitent aussi bien des aspects historiques qu’allégoriques, ce qui offre une œuvre très représentative de son époque où le savoir laïque et le savoir religieux se mélangent. Le travail d’Angelome, grâce à sa rigueur intellectuelle, a permis une restauration des textes des pères. Cette restauration peut cependant s’élever plus haut que seulement les textes. En effet, on parle souvent d’une restauration de la culture latine qui s’est déroulée à son époque.
Aujourd’hui, il ne nous reste physiquement d’Angelome que les trois textes précédemment mentionnés dans l’article. Ces documents sont gardés précieusement dans la bibliothèque de Luxeuil. Les historiens et théologiens actuels peuvent cependant le remercier pour les efforts qu’il a faits dans la restauration des textes et pour la clarté du latin avec laquelle il les a traités. Sans lui, on ne peut savoir comment les textes originaux auraient pu passer les années en bon état et comment ces derniers auraient été interprétés, notamment dû à son allégorie duChris and the Church.